# Menczinger Katalin
Menczinger Katalin (Budapest, 1989. január 17. –) magyar válogatott vízilabdázó. Testvére Menczinger Melinda vízilabdázó, kapus.
A BVSC-ben kezdett vízilabdázni. Innen az Angyalföldi SI-be igazolt. Itt mutatkozott be az OB I-ben. A magyar bajnokságban 2005-ben nyolcadik lett. A következő szezontól az OSC játékosa lett. A 2005–2006-os szezonban ötödik volt a bajnokságban. 2006 októberében, a magyar kupában a döntőig jutott a csapatával. 2007-ben bronzérmes lett a magyar bajnokságban. A LEN-kupában harmadik volt az orvosegyetmi csapattal. Az ifjúsági Európa-bajnokságon hatodik lett. Novemberben a magyar szuperkupában második, decemberben a magyar kupában első lett. 2008-ban a LEN-kupában harmadik helyezést szerzett. A magyar bajnokságban második volt. A junior Európa-bajnokságon ezüstérmes lett.
2008-ban a Domino-Honvédhoz igazolt. Novemberben megnyerték a magyar kupát. 2009-ben második helyen végeztek a magyar bajnokságban. A BEK-ben bejutottak a döntőbe, ahol negyedikek lettek. A junior Európa-bajnokságon ötödik volt a válogatottal. Az universiaden a második helyen végzett. 2009-től a Dunaújvárosi Főiskola VE játékosa lett. Novemberben magyar kupa-győztes lett. 2010-ben megnyerték a magyar bajnokságot. A válogatottal a világkupában hatodik, az Európa-bajnokságon ötödik lett. 2011 ismét magyar bajnok volt. A világbajnokságon kilencedik helyen végzett. A következő évben negyedik lett a magyar bajnokságban. Bronzérmes volt az Európa-bajnokságon. Az olimpiai selejtezőn, a válogatottal kivívta az ötkarikás indulás lehetőségét. Az olimpián negyedik helyezést ért el.
A 2013-as női vízilabda-világligán negyedik helyezett volt. A világbajnokságon bronzérmet szerzett.
A 2015-ös női vízilabda-világbajnokságon kilencedik helyen végzett.
2021-ben magyar kupát nyert az Egerrel.

## Díjai, elismerései
- Magyar Ezüst Érdemkereszt  (polgári tagozat, 2012)[1]